# Paweł Śliwiński (malarz)
Paweł Śliwiński (ur. 1984) – polski artysta plastyk, malarz. Absolwent Akademii Sztuk Pięknych w Warszawie (2004-2009). Tworzy obrazy, rysunki oraz rzeźby. Jego prace znajdują się w kolekcjach ING Polish Art Foundation, Muzeum Narodowego w Gdańsku.

## Życiorys
Urodził się w Chełmie 11 maja 1984 r. Dorastał w Kasiłanie, wsi na pograniczu polsko-ukraińskim. W 1999 roku rozpoczął naukę w Liceum Plastycznym w Zamościu. Następnie przeniósł się do Warszawy, gdzie w latach 2004–2009 studiował malarstwo na tamtejszym ASP w pracowni profesora Leona Tarasewicza. W 2014 został znalazł się w selekcji 100 painters of tomorrow skupiającej najbardziej obiecujących i inspirujących twórców młodego pokolenia.
W 2009 razem z Pawłem Sysiakiem, Tymkiem Borowskim, Sławomirem Pawszakiem współtworzył Galerię A.
Malarstwo Pawła Śliwińskiego zaliczane jest do nurtu Zmęczonych rzeczywistością, czyli twórczości artystów, którzy zrywają z realizmem na rzecz nowych modeli artystycznego zaangażowania. Wśród prac Pawła Śliwińskiego można znaleźć liczne współprace, najczęściej z Tymkiem Borowskim.
Twórczość Pawła Śliwińskiego często nawiązuje do pogranicza, zarówno w wymiarze natury, jak codziennego życia w popegeerowskiej wsi. Śliwiński portretuje społeczność, w której dorastał, a o której inni zapomnieli. Na obrazach artysty często pojawiają się ludzie zmęczeni, chorzy, pijani, w kryzysie psychicznym. W wielu obrazach widać nawiązania do substancji psychoaktywnych czy leków psychotropowych. Śliwiński z dużą swobodą nawiązuje zarówno do klasyków malarstwa, jak i malarstwa naiwnego czy art brut. Kreatywnie łączy różne tradycje i style, tworząc jednocześnie swój własny, charakterystyczny sposób wyrazu.
Artysta mieszka i tworzy w Warszawie.

## Wystawy indywidualne
- Remont, wystawa w ramach Warsaw Gallery Weekend, 2023;
- Wielcy jedzący bułki, Clay.warsaw, Warszawa, Polska, 2019;
- Bardo, Polana Institute, Petrykozy, Polska, 2018;
- Wayward Layer, 4-Face Space Gallery, Pekin, Chiny, 2013 (duo exhibition: Paweł Śliwiński & Tymek Borowski);
- Figures and Motives, Kolonie Gallery, Warszawa, Polska, 2013;
- Unknown Master From Kasilan, BWA Gallery, Zielona Góra, Polska, 2012;
- Family, Supplement Gallery, Londyn, Wielka Brytania, 2011;
- In Paint We Trust, Galeria Kolonie, Warszawa, Polska, 2011

## Wystawy zbiorowe
- Knocking It Out of The Park: Presented by Paint Talk, Galeria 46, Londyn, Wielka Brytania, 2022
- Hybrids: the Lives of Specimens, LELE Art Space, Warszawa, Polska, 2021;
- A Manifesto for a Better Life, Salon Akademii Gallery, Warszawa, Polska, 2021;
- The Spirit of Nature and Other Fairy Tales, Muzeum Śląskie, Katowice, Polska, 2019;
- Pałac Sztuki. Młode malarstwo polskie, National Museum, Gdańsk, Poland, 2019;
- Dzikość serca, Zachęta – Narodowa Galeria Sztuki, Warszawa, Polska, 2018;
- Między Zbawieniem a Konstytucją, BWA Warszawa, Warszawa, Polska, 2018;
- Lejanias, Centre del Carmel, Valencia, Hiszpania, 2018;
- Four painters (Paweł Śliwiński, Jakub Julian Ziółkowski, Kinga Nowak, Łukasz Stokłosa), Zderzak Gallery, Kraków, Polska, 2016;
- 100 Painters of Tomorrow, Beers Contemporary, London, Wielka Brytania, 2014;
- Co widać. Polska sztuka dzisiaj, Muzeum Sztuki Współczesnej, Warszawa, Polska, 2014 (jako Borowski & Śliwiński);
- Mum, I just really need to focus of my art right now, Arsenal Gallery, Poznań, Polska, 2013;
- Landscape, Portrait, Still Life, Kolonie Gallery, Warszawa, Polska, 2011.